# Клинавиче
 Тази статия е за вида.  За рода вижте Сграбиче.  
Клинавиче (Astragalus glycyphyllos), известно още като сладколистен клин, сграбиче и орлови нокти, е многогодишно тревисто растение, от семейство Бобови (Leguminosae, Fabaceae). Растението не е защитено от Закона за билогичното разнообразие.

## Разпространение
Сграбичето произхожда от Европа. Освен в Европа е разпространено и в Мала Азия.

## Местообитание
Обитава храсталаци и горски поляни на надморска височина до 2000 м.

## Описание
Сграбичето има силно разклонени оребрени стъбла и вертикална коренова система. Клончетата се развиват в полегат и изправен растеж. Достига от 30 см до 1 метър височина.
Листата се състоят от 4 до 8 двойки листчета, дълги от 2 до 6 см. Разположени са последователно на клончетата, като са нечифтоперести. Снабдени са с прилистници, които имат дължина от 1,5 до 2,5 см. Горната повърхност на листата е гладка и без власинки, а долната е белезникаво-влакнеста.
Сграбичето образува гроздовидни съцветия с дължина от 2 до 6 см, разположени в листните пазви. Венчелистчетата са оцветени в жълтеникаво-зелено и имат дължина от 1,5 см. Цъфтежът е от юни до август.
Плодовете са извити бобови шушулки, с вдлъбнат шев по долната повърхност. Дълги са от 3 до 4 см. Плодчетата съдържат червено-кафяви семена с бъбрековидна форма.

## Галерия
- Общ вид
- Клинавиче в Полша
- Клонка
- Цвят
- Клинавиче край блатото Толкус